# Hamburg European Open 2020
Hamburg European Open 2020 var den 114:e upplagan av Hamburg European Open, en tennisturnering i Hamburg, Tyskland. Turneringen var en del av 500 Series på ATP-touren 2020 och spelades utomhus på grus mellan den 20–27 september 2020.

## Mästare

### Singel
- Andrej Rubljov besegrade  Stefanos Tsitsipas, 6–4, 3–6, 7–5

### Dubbel
- John Peers /  Michael Venus besegrade  Ivan Dodig /  Mate Pavić, 6–3, 6–4